# 14 Gwardyjska Armia Ogólnowojskowa
14 Armia (ros. 14-я армия) – związek operacyjny Armii Radzieckiej z okresu zimnej wojny.

## Struktura organizacyjna
w 1990
w składzie Odeskiego Okręgu Wojskowego
- 28 Dywizja Zmechanizowana[a]
- 59 Dywizja Zmechanizowana[b]
- 86 Dywizja Zmechanizowana[c]
- 180 Dywizja Zmechanizowana[a]
- 173 Brygada Rakiet Operacyjno-Taktycznych
- 156 Brygada Rakiet Przeciwlotniczych
- 803 pułk artylerii rakietowej
- 4 pułk artylerii
- 15 pułk łączności
- 108 pułk radiotechniczny
- 194 pułk pontonowo-mostowy
- 287 pułk śmigłowców bojowych